# 女番長ブルース 牝蜂の挑戦
『女番長ブルース 牝蜂の挑戦』（スケバンブルース めばちのちょうせん）は、1972年に製作された日本映画。鈴木則文監督、池玲子主演。大型ポルノ女優・池玲子主演のポルノアクションシリーズ第2弾。京都と大阪を舞台に2つの不良少女グループとの対立と彼女たちを利用して金儲けを企むヤクザ組織、及びグループのリーダー2人と1人の若者との男女のやり取りなどが描かれている。いくつかの場面でSMプレイの描写がある。

## あらすじ
京都で不良少女グループ“パール団”をまとめる真紀は、ある日ユリ率いる大阪の不良少女集団“くろゆり会”とトラブルになる。2つのグループは喧嘩になるが、そこに現れたレーサー志望のユリの恋人・露木栄三が止めに入り勝負はお預けになる。パール団が資産家から数百万円を騙し取ったことを知った地元のヤクザの組長・黒地は、その手腕を買って黒地組と手を組むよう真紀たちを誘うが断られてしまう。
ある日パール団とくろゆり会の争いを目撃した黒地は、組の資金稼ぎに利用できると密かに接触の機会を伺う。真紀とのタイマン勝負に負けたユリはその夜栄三と口論になって別れてしまい、バーで声をかけてきた黒地組組員と男女の仲となる。組員の協力を得たユリは黒地組にパール団をシメてもらい、くろゆり会のメンバーで組事務所に訪れるがヤクザたちに売春で稼ぐよう脅されてしまう。
真紀がいつしか栄三への愛に気づいた頃、パール団のメンバーが勝手に黒地組の車からトランクを盗んで来てしまう。トランクから出てきたのは黒地が密輸取引で売りさばくための拳銃で、パール団の犯行と知った彼は組員を連れて彼女たちのアジトに向かう。黒地はトランクを取り戻すが取引時刻が迫っており、真紀を人質に取って栄三を呼び出し拳銃と組員を車に乗せて奈良の取引場所に急行させる。
猛スピードで車を走らせた栄三はパトカーの追跡を振り切り何とか取引に間に合わせるが、その頃真紀は黒地に痛めつけられていた。そこへ改心したユリたちくろゆり会が現れ、協力して組事務所から逃亡を図るが組員の銃撃によりユリが命を落とす。奈良から戻ってきた栄三はユリの死を知り、その夜黒地組に殴り込みに行くが返り討ちに遭い殺されてしまう。ユリと栄三の死に黒地組への恨みを抱いた真紀は、パール団のメンバーに解散を告げた後、黒地への復讐を誓い一人で敵を討とうとする。

## キャスト
真紀
演 - 池玲子
6人組のパール団団長。関東出身で現在は京都で番を張っている。鑑別所上がりで“ズベ公でヤサグレのあばずれ”と自認している。規則に縛られるのが嫌いな性格で、一応パール団を仕切ってはいるが規則はなく行動も自由で組織から抜けるのも本人たちに任せている。2年前に父親を亡くし、自身が3歳の頃に若い男と駆け落ちして出ていった母を憎みながらも、母との写真を肌身離さず持っている。
ナオミ
演 - 渡辺やよい
パール団団員。祇園育ち。時々着物を着ており、宮原から「着物がよく似合う」と評される。
知子
演 - 杉本美樹
パール団団員。店で我が物顔で踊っていた所、別の不良女子集団の反感を買い拉致された後リンチを受ける。
軽子（かるこ）
演 - 潤まり子
パール団団員。
お良（よし）
演 - 東映子
パール団団員。その後黒地組に“メス犬狩り”で捕まり拉致される。
悦子
演 - 岡邦子
パール団団員。その後黒地組に“メス犬狩り”で捕まり拉致される。
ユリ
演 - 風間千代子
5人組のスケバングループ“くろゆり会”のリーダー。万博通りを縄張りにしておりある時出会った知子とトラブルになりパール団と敵対し始める。近くに只見川がある地方出身で元々は集団就職で大阪に訪れ、不良になる前は電機工場で働いていた。不良だが栄三と会っている時は、素の純情な性格で過ごしている。
和江
演 - 女屋実和子
くろゆり会のメンバー。メンバーは皆、上下に紺色のデニム生地の服を着て、中に黄色いタートルネックの長袖を着用している。
マヤ
演 - 山田みどり
政子
演 - 三枝啓子
京子
演 - 浅松美紀子
露木栄三
演 - 宮内洋
ユリの恋人。元愚連隊で足を洗った後、現在は車の整備工として働きながらレーサーになることを夢見ている。ユリと共に大阪にやってきた。将来は一流レーサーになることを夢見ている。金も学歴もない。喫煙者だが、今は新しい車を買うため禁煙中。現在は京都で暮らしながら時々大阪の万博公園辺りの道を車で走っている。ほどなくしてB級ライセンスを取得する。福島県出身で実家には母、弟と妹がおり、父親は何年も前に東京に出たまま蒸発。
一郎
演 - 荒木一郎
真紀たちからは“いっちゃん”と呼ばれている。以前から真紀のグループと手を組んで小遣い稼ぎをしている。玄海に土地の安い地域に墓を移転させる話を持ちかける。医者や会社社長など社会的地位があるスケベな男たちの身元を書いた黒い手帳を所持している。金にがめつい性格で世渡り上手な所もあり、その後黒地組のもとで裕福な一般客相手に若い娘を斡旋する仕事を任されるようになる。
恵美
演 - 中川みなみ
中村
演 - 岡八郎
西陣で自営業をしている。Hなことが好きで特にセーラー服を着た少女が好き。真紀たち不良グループから5万円で売春を持ちかけられ、相手が処女の中学生と聞いて奮発し彼女とホテルに向かう。
玄海
演 - 由利徹
京都の一等地に墓を持つ住職。独身で絶倫和尚として知られており、自身が考案した絶倫体操をするのが日課。スケベで不真面目な性格でケチな人物で、住職だが肉・魚・酒を飲み食いしている。実は黒地組と親しくしている。本人によると作家活動もしたいと思っており、空いた時間に官能小説を書いている。
黒地正義
演 - 小池朝雄
ヤクザ組織・黒地組の組長。表向きは黒地興業の社長という肩書。組員とともに、パール団とくろゆりかいの不良娘たちを牝犬と呼んでいる。後日“牝犬狩り”と称して、真紀とユリたちに金を稼がせた後彼女たちを狩って金を奪おうとする。黒地組について「俺の子供」と認識し、「何よりも可愛い」と評している。相手を利用するだけ利用して最後に潰す、ということをする警察や政治家を見下している。自身は、戦争で国に戦死者として戸籍を抹消されたとのこと。国民の性行為は黒地組にとってこれからの最大の資金源になり得ると考えており、強力な売春地下ルートを築いて大金を得ようと画策する。また、ピストル密輸の元締めになって関西のヤクザ組織でのし上がろうとする。
杉野
演 - 高並功
友田
演 - 白川浩三郎
中西
演 - 土橋勇
矢吹
演 - 前川良三
明
演 - 山下義明
里村
演 - 山城新伍
不動産業者。マンションの購入希望者と内見に訪れ部屋を案内し玄海と鉢合わせする。実はそのマンションは、玄海が新しい妻(のフリをする真紀)のためにマンションを購入したもので、ある日の午前中に彼女に売りに出され午後に会社で買い取った。事前に真紀からマンションを売る話を持ちかけられて、彼女に協力する。
宮内
演 - 穂積隆信
大出
演 - 中沢正美
松永
演 - 中村錦司
学生
演 - 宇崎尚韶
高井
演 - 岩尾正隆
黒地組組員。
岩佐
演 - 大泉滉
白バイの警察官。ある時婦警のコスプレをした2人のパール団を本物の警察官と勘違いし、「不法駐車と思って調べたら友人のだったため、四条まで運転して届ける」という嘘を信じて、わざわざ白バイで誘導する。
バーテン
演 - 白井孝史
喬子（たかこ）
演 - 小山明子
大阪にあるバーのママ。店にはユリと栄三が時々訪れるため2人と顔なじみ。以前は堅物な官僚の夫と結婚していた時期がある。本人によると正直な性格。
宮原明＜神坂弘＞（こうさか）
演 - 梅宮辰夫
栄三の兄貴分で自称「不良番長」。詳しい素性は不明だが黒地組にも恐れず1人で話し合いに組事務所に訪れるなど度胸のある人物。大型バイクで遠出しており、下関市に行く前に栄三に会い、帰ってきたら一緒に東京に行くよう誘う。「女はバイクに乗せるものではなく、女は乗るもの」との持論を持つ。人から名前を聞かれた時は、いつも「名乗るほどの者じゃござんせん(ございません)」と返してはぐらかしている。普段は気のいいあん(兄)ちゃんのような朗らかな性格だが、いざという時は身のこなしが軽く腕っぷしも強い。

## 劇中曲
主題歌「女番長(すけばん)ブルース」
作詞：鈴木則文、作曲：鏑木創、唄：八田富子
挿入歌「希望」
作詞：藤田敏雄、作曲：いずみたく／原曲は、1970年に岸洋子が歌唱した。
喬子が、営業終わりのバーで一人酒を飲むシーンで使われる。